# Dalmatië (regio)
Dalmatië (Kroatisch: Dalmacija) is een regio in Kroatië, gelegen in het zuiden van het land. 
Dalmatië is een relatief smalle kuststrook lopend van het eiland Rab in het noorden tot de baai van Kotor in het zuiden, met in de periferie de Zagora, de strook voorbij de bergen en heuvels die de kuststrook afbakenen. In de Zagora is onder meer het nationaal park Krka gelegen. Tot de grootste bergen aan de kuststrook behoort de Biokovo. Ze maken deel uit van de Dinarische Alpen. 
De Dalmatische Eilanden met onder meer het nationaal park Kornaten en het nationaal park Mljet maken ook deel uit van het historisch gebied. 
De belangrijkste rivieren zijn de Zrmanja, de Krka, de Cetina en de Neretva.
De regio heeft een oppervlakte van ongeveer 12.000 km². Dalmatië heeft een inwoneraantal van 852.068 (2011). De grootste stad in de regio is Split, maar ook de historische stad Dubrovnik in het zuiden, Zadar en Šibenik liggen in Dalmatië.
Dalmatië is een van de vier historische gebieden van Kroatië, samen met Slavonië in het oosten, Istrië in het noordwesten en het centrale deel van Kroatië, als dusdanig ook steeds benoemd geweest. De regio kent een rijke en bewogen geschiedenis en was onder meer gekend als Dalmatia een provincie van het Romeinse Rijk en een voormalig kroonland van Oostenrijk, het koninkrijk Dalmatië.